# アラビーヤ・シャベリーヤ!
『アラビーヤ・シャベリーヤ!』は、NHK教育テレビジョンにて2019年10月1日（9月30日深夜）から2022年3月まで放送されたアラビア語の語学番組。

## 概要
『テレビでアラビア語』に替わる番組としてスタートした。共通語である文語体のフスハーではなく口語方言であるアーンミーヤを取り上げる方針を採っており、アラビア文字を学ぶコーナーも存在するものの本編は基本的にローマ字表記の字幕が用いられている。
第1シリーズは金子貴俊がモロッコを旅しながらアラビア語（モロッコ方言）の会話表現を学ぶというもの。『旅するユーロ』シリーズ同様に、生徒役のタレントの現地での旅を通じて学ぶ形式を導入。これに伴い、既に展開されていた『旅するユーロ』シリーズに本番組を加えて『旅するゴガク』と総称されるようになった。
その一方で、過去に放送枠を競合することがあったロシア語番組枠の新作『ロシアゴスキー』同様に、講座開設単位を従前の半年から3ヶ月完結に短縮するなど、既存の『旅するユーロ』の各番組とはやや異なるフォーマットとなっている。従って本放送は2019年12月一杯で完結し、2020年はそれ迄の3ヶ月分の放送を何度も繰り返した。
番組開始から1年3ヶ月経った2021年1月期より、先立って開始していた『旅するためのゴガク』の各番組の演出を取り入れた第2シリーズ「エジプト編」（エジプト方言）が開始。生徒は金子貴俊からサヘル・ローズに代わった。昨今の世相を鑑み、金子の様に実際に旅する訳ではなく、サヘルがVRでエジプト各地を探索する形式を採用した。なお、「エジプト編」の放送に伴い、第1シリーズは「モロッコ編」と呼称されるようになり、両シリーズを交互にリピート放送していた。
2022年3月をもって番組の放送は終了した。これにより、約20年近くに渡るアラビア語のテレビ講座は終了、以降はラジオ講座『アラビア語講座』のみ放送されている。

## 放送時間
番組終了時点
本放送火曜日（月曜日深夜）　午前0:00～0:25
再放送金曜日　午前5:30～5:55

## 出演者
第1シリーズ（モロッコ編、初回放送：2019年10月 - 12月、以降2020年1 - 12月に3ヶ月単位でリピート放送。2021年度は7 - 9月期・翌1 - 3月期にリピート放送）
- 金子貴俊（旅人）
- 花沢ウライヤ（案内役）
- 深須サラ（もっとシャベリーヤ！現地リポーター）

第2シリーズ（エジプト編、初回放送：2021年1月 - 3月、以降は4 - 6月期・10 - 12月期にリピート放送）
- サヘル・ローズ（生徒）
- サメー・リファット（案内役）
- 師岡カリーマ・エルサムニー（講師。第1シリーズにおけるジンニーの役回りも兼ねる）
- マルヤム・ベラール(もっとシャベリーヤ！現地リポーター、カイロ日本人学校英語・アラビア語担当講師)

両シリーズ共通
- FROGMAN（ナレーション） ※第1シリーズではランプの精・ジンニーの声も兼務。

## 放送日程
放送日は実際の日付（火曜日未明）に準拠して表記しているため、編成上は表記された日の前日扱いとなる。放送期間の最終月に余剰週が発生した場合は、月末に第12話の再々放送を行い調整する。
第1シリーズ「モロッコ編」
| 回数   | 初回放送日      | サブタイトル                   |
| ------ | --------------- | ------------------------------ |
| 第1回  | 2019年 10月01日 | 私は日本人です                 |
| 第2回  | 10月08日        | 部屋はありますか？             |
| 第3回  | 10月15日        | 牛肉のタジンが欲しいです       |
| 第4回  | 10月22日        | これはいくらですか？           |
| 第5回  | 10月29日        | これはどうやって使うのですか？ |
| 第6回  | 11月05日        | 復習編                         |
| 第7回  | 11月12日        | 入ってもいいですか？           |
| 第8回  | 11月19日        | ワルザザートまで何時間ですか？ |
| 第9回  | 11月26日        | この仕事を何年やっていますか？ |
| 第10回 | 12月03日        | どっちが古いですか？           |
| 第11回 | 12月10日        | いつ出発しますか？             |
| 第12回 | 12月17日        | 復習編                         |

第2シリーズ「エジプト編」
| 回数   | 初回放送日     | サブタイトル                   |
| ------ | -------------- | ------------------------------ |
| 第1回  | 2021年 1月05日 | これはクフ王のピラミッドです   |
| 第2回  | 1月12日        | サッカラまでいくらですか？     |
| 第3回  | 1月19日        | チケットはどこで買いますか？   |
| 第4回  | 1月26日        | これを撮影してもいいですか？   |
| 第5回  | 2月02日        | あなたは何をしているんですか？ |
| 第6回  | 2月09日        | 復習編                         |
| 第7回  | 2月16日        | きょう 空き部屋はありますか？  |
| 第8回  | 2月23日        | 250グラムください              |
| 第9回  | 3月02日        | 300ポンド支払います            |
| 第10回 | 3月09日        | ここに住んで何年になりますか？ |
| 第11回 | 3月16日        | ラムセス2世の像はどれですか？  |
| 第12回 | 3月23日        | 復習編                         |